# Jan Dobrzycki
Jan Dobrzycki (ur. 16 czerwca 1917 we Fryburgu w Szwajcarii, zm. 2002) – polski technolog cukrownictwa, profesor Politechniki Łódzkiej.

## Życiorys
Syn Stanisława Dobrzyckiego, profesora literatur słowiańskich na Uniwersytecie we Fryburgu. W 1919 roku jego rodzice ze względów patriotycznych przenieśli się do Polski i zamieszkali w Poznaniu. W 1934 roku Jan Dobrzycki ukończył gimnazjum klasyczne im. K. Marcinkowskiego w Poznaniu, otrzymując świadectwo dojrzałości i rozpoczął studia chemiczne na Uniwersytecie Poznańskim. W chwili wybuchu wojny miał ukończoną pracę magisterską, lecz egzamin dyplomowy mógł zdać dopiero w 1946 roku. Wojnę spędził w Miejskiej Górce pod Rawiczem, pracując jako chemik kampanijny i jako robotnik. Po wojnie został mianowany naczelnym inżynierem Cukrowni Miejska Górka. W 1954 roku został zatrudniony w Katedrze Cukrownictwa i Technologii Ogólnej Środków Spożywczych Politechniki Łódzkiej. W 1961 roku uzyskał stopień naukowy doktora, a w 1967 stopień doktora habilitowanego. Tytuł profesora nadzwyczajnego otrzymał w 1978 roku.
Do najważniejszych jego prac należą obszerne badania różnych etapów procesu oczyszczania soków: defekosaturacji jednoczesnej i saturacji II w temperaturze wrzenia. W 1962 roku napisał książkę na temat oczyszczania soków w przemyśle cukrowniczym, którą wydano również w ZSRR. Z tego czasu pochodzi także pionierskie opracowanie teorii warników ciągłych. Następna dziedzina zainteresowania profesora była szeroka pojęta diagnostyka technologiczna. Wiążą się z nią nowatorskie metody analityczne, automatyczna kontrola procesów i ich regulacja. Dorobek ten został uwieńczony wydaniem monografii oraz podręcznika.
Opublikował ponad 60 prac naukowych, 90 różnych artykułów technicznych, informacyjnych, popularyzatorskich, jest autorem lub współautorem 14 patentów. Dzięki znajomości kilku języków obcych (opracował siedem słowników cukrowniczych – angielski, czeski, francuski, hiszpański, niemiecki, rosyjski i włoski) był popularny i niezwykle ceniony wśród cukrowników całego świata. Był członkiem honorowym Rady Naukowej CITS oraz członkiem Komitetu Wykonawczego ICUMSA. Był promotorem 5 rozpraw doktorskich. Profesor Dobrzycki podsumował swój dorobek naukowy i dydaktyczny w monografii na temat chemicznych podstaw technologii cukru – była to pierwsza od 1928 roku chemia cukrownictwa w literaturze światowej.
Bogata i różnorodna działalność naukowa, techniczna i społeczna profesora została wyróżniona wieloma odznaczeniami, do najważniejszych należy Krzyż Komandorski Orderu Odrodzenia Polski oraz Medal Komisji Edukacji Narodowej.

## Życie prywatne
Był synem historyka literatury, profesora Stanisława Dobrzyckiego, rektora Uniwersytetu Poznańskiego. Miał pięcioro rodzeństwa, dwóch braci: Stanisława – juniora (ur. 1905, profesor matematyki na Politechnice Lubelskiej) i Jerzego (ur. 1927, profesor historii nauki w Instytucie Historii Nauki, Oświaty i Techniki PAN) oraz trzy siostry: Irenę (ur. 1909, profesor literatury angielskiej na Uniwersytecie Warszawskim, Annę (ur. 1920, historyk sztuki w Poznaniu) i Marię (ur. 1906, romanistka, żona Stanisława Kolbuszewskiego).